# 枧塘镇
枧塘乡，是中华人民共和国广西壮族自治区桂林市全州县下辖的一个乡镇级行政单位。

## 行政区划
枧塘乡下辖以下地区：
安德村、江东村、高峰村、枧头村、珠塘村、土桥村、金山村、芳塘村、昌郑村、棠荫村、金屏村和塘福村。